# Francis Frith
Francis Frith (vyslovuje se Frances Frith) (31. října 1822 – 25. února 1898) byl anglický krajinářský fotograf Blízkého východu a mnoha měst Velké Británie. Je považován za průkopníka cestovatelské fotografie jako byli například Francis Bedford, George Bridges, Maxime Du Camp nebo Solomon Nunes Carvalho.

## Životopis
Frith se narodil 31. října 1822 v Chesterfieldském Derbyshire. V roce 1850 založil v Liverpoolu fotografické studio známé jako Frith & Hayward.
Frith se v roce 1853 stal zakládajícím členem Liverpoolské fotografické společnosti. Své společnosti prodal v roce 1855 s cílem věnovat se výhradně fotografii. Byl třikrát na Blízkém východě, z nichž byl poprvé v Egyptě v roce 1856 s velkoformátovými kamerami (16"×20"). Používal mokrý kolodiový proces, který v tehdejší době představoval důležitý přínos technického pokroku pro fotografování v horkých a prašných podmínkách.
Oženil se s Mary Ann Roslingovou a spolu měli pět dětí, které se jmenovaly: Mary Alice, Eustace, Francis Edgar, Mabel a Cyril.
Zemřel 25. února 1898 ve své vile ve francouzské Cannes ve věku 75 let.

## Cesty s fotoaparátem
Frith pořizoval fotografie proto, aby získal pravdivý záznam skutečnosti – daleko nad to, co je v moci nejlepšího umělce převést na plátno. Tato slova vyjadřují ambiciózní cíl, který si Frith pro sebe stanovil, než odešel na svou první cestu do údolí Nilu v roce 1856.
V letech 1856–1860 pak navštívil Palestinu, Egypt, Sýrii a Núbii. Výsledkem těchto expedic byla kolekce snímků z dosud neznámých míst v Evropě. Během svých cest musel řešit vážné technické problémy, v souvislosti s mokrým procesem na skleněné desky bylo zapotřebí s sebou dopravovat temnou komoru a velké množství chemických látek.

Pracoval se třemi různými formáty fotoaparátů. Standardní ateliérovou komorou pro desky 20×25 cm, přístrojem se dvěma objektivy pro pořizování stereoskopických snímků a velkoformátovým fotoaparátem z mahagonu na desky o velikosti 40×50 cm. V roce 1859 založil fotografický závod F. Frith and Company, který produkoval originální fotografické kopie, pohlednice a ilustrované knihy.

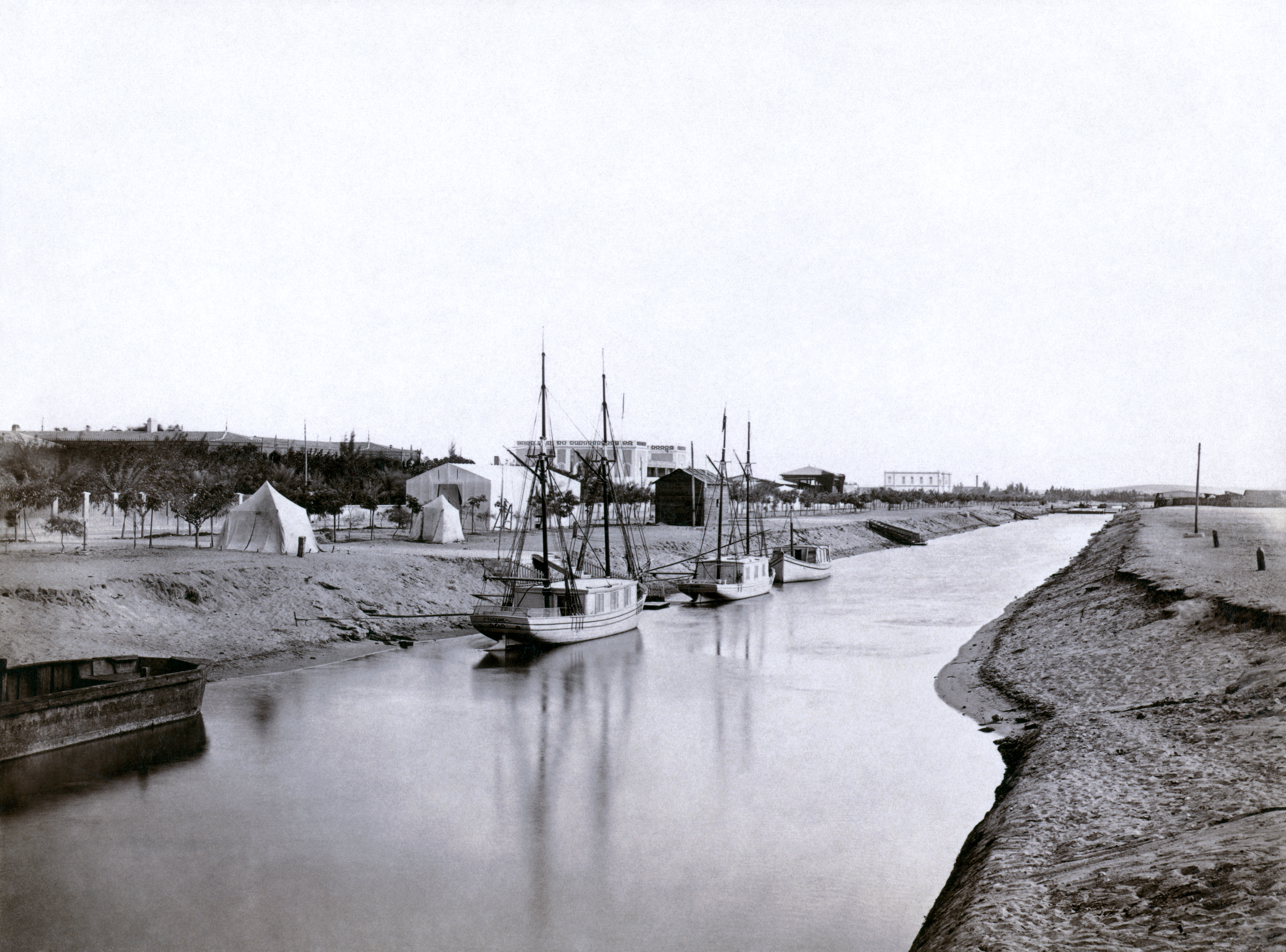
Obnovená albuminová fotografie Suezského průplavu v egyptské Ismalii, asi 1860

Jeho největšími konkurenty v té době byli James Valentine a George Washington Wilson, kteří produkovali obrazy podobné kvality.
Jeho fotografie jsou také součástí sbírky Fotografis, která byla představena na začátku roku 2009 v Praze.

## Dílo

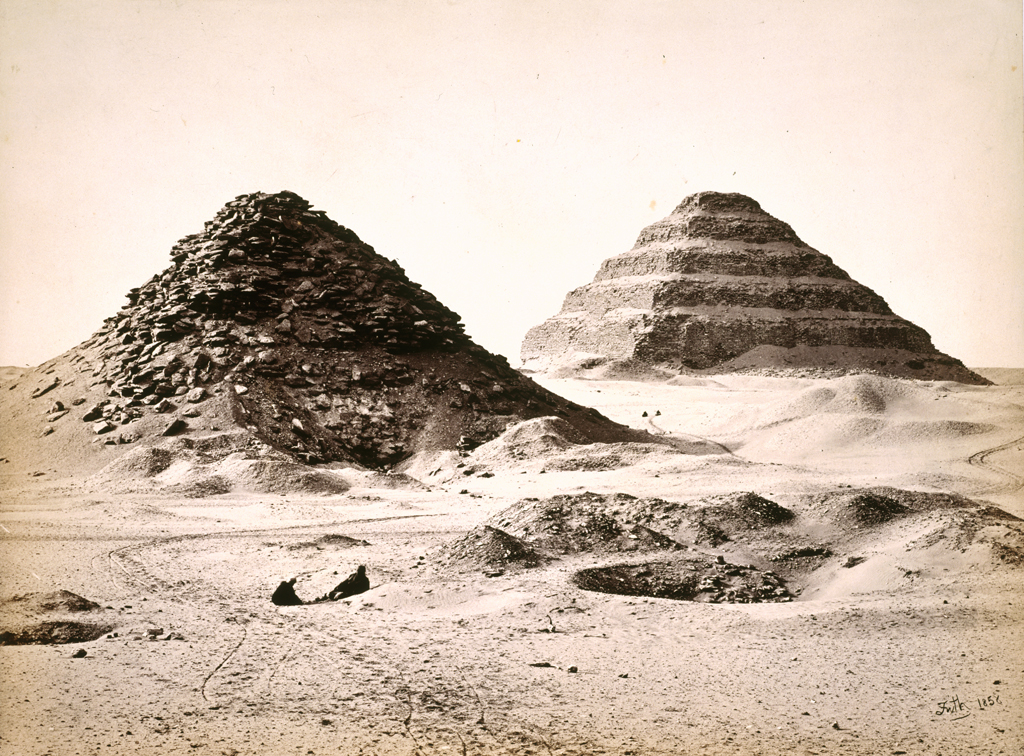
Džoserovy pyramidy v Sakkáře, 1858

- Sinai and Palestine, Londýn, asi 1862, dostupné on-line
- Lower Egypt, Thebes, and the Pyramids, Londýn, asi 1862, dostupné on-line
- Upper Egypt and Ethiopia, Londýn, asi 1862, dostupné on-line

### Galerie

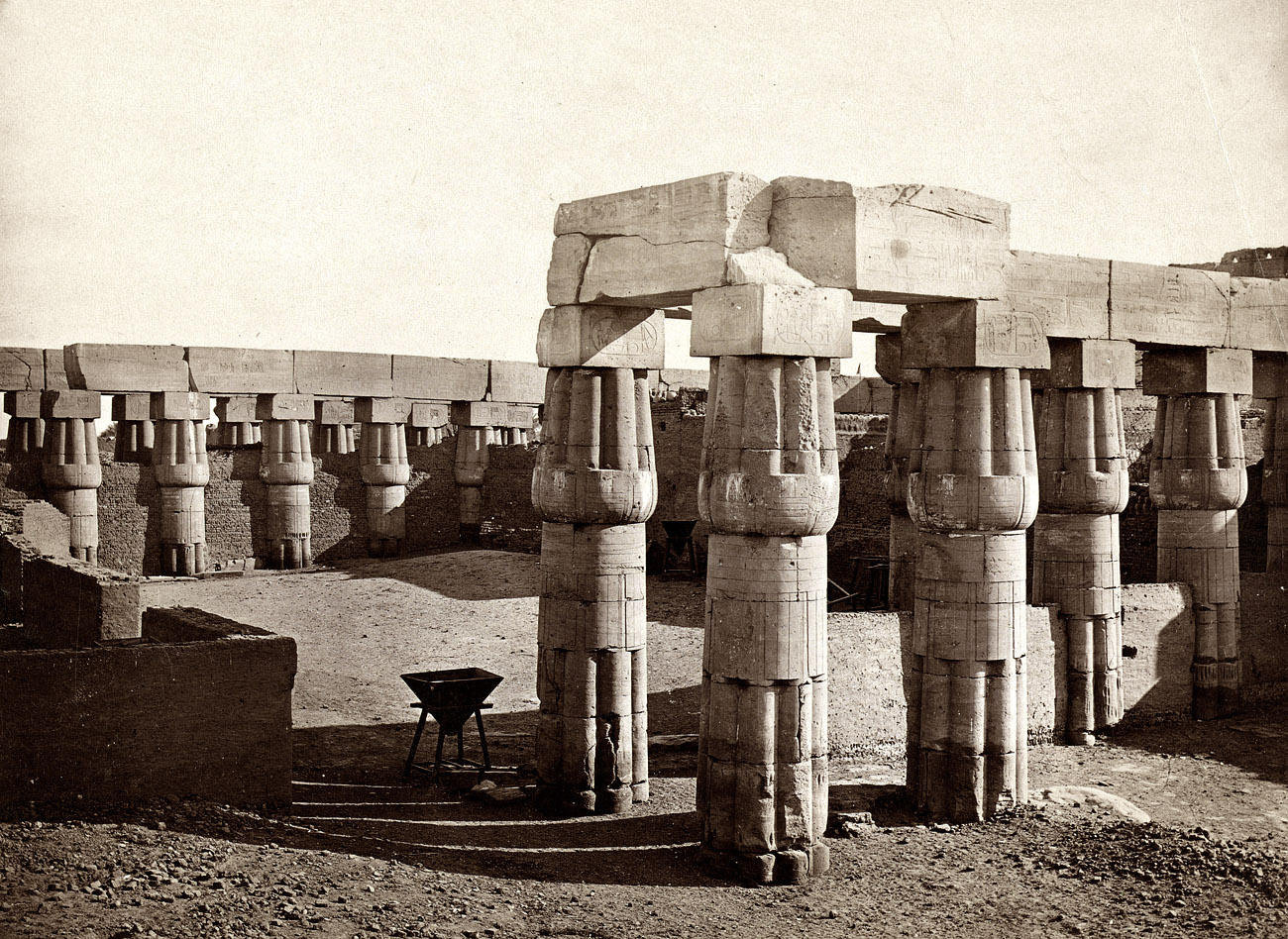
Luxor, 1858
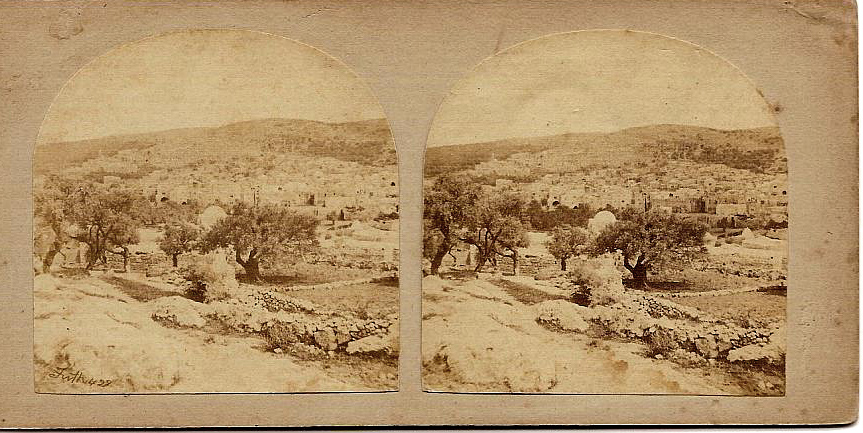
Stereofotografie Hebronu z cyklu Views in the Holy Land
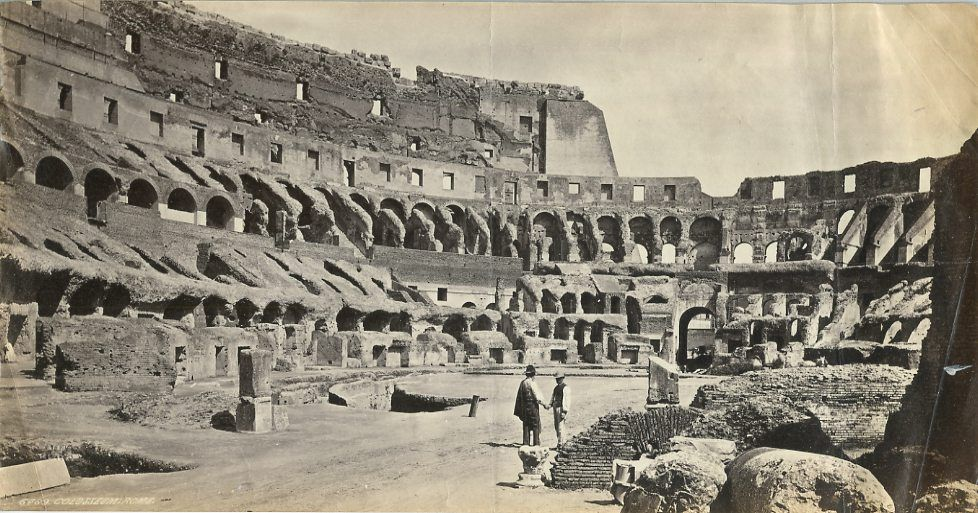
Koloseum v Římě, 1870
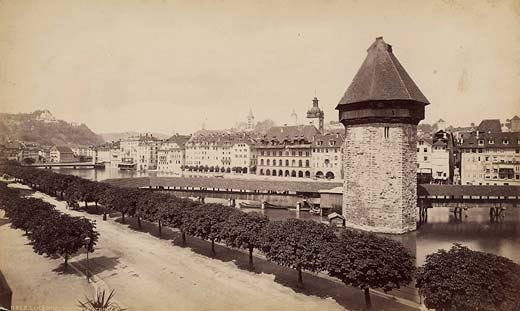
Lucern, před rokem 1885
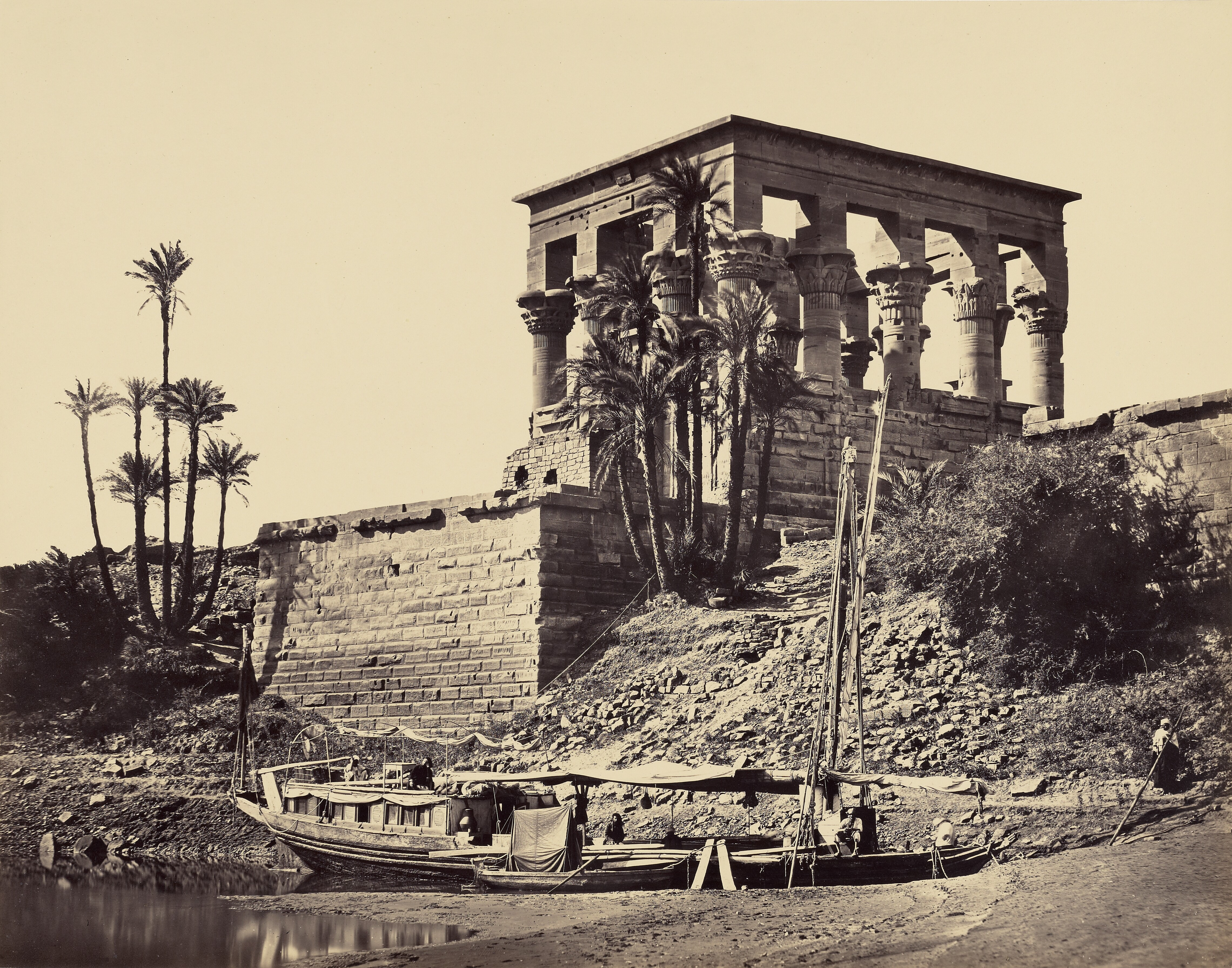
Trajánův kiosek, 1857; sbírka Národní galerie Skotska